# 시칠리아 토후국
시칠리아 토후국(امارت سیسیل)은 831년부터 1091년까지 이탈리아 시칠리아섬에 있었던 이슬람 국가 (토후국)이다. 수도는 팔레르모였다.
652년에 처음으로 침입해온 이슬람 교도들은 827년부터 902년까지의 장기간 분쟁 끝에 비잔티움 제국으로부터 시칠리아섬 전체를 장악했다. 아랍-비잔틴 문화가 혼합되면서, 여러 종교와 언어의 나라가 되었다. 시칠리아 토후국은 1071년에 시칠리아 백국을 세운 루게로 1세 디 시칠리아가 이끄는 노르만 기독교도 용병들에게 정복당한다.
시칠리아의 이슬람 교도들은 시칠리아 왕국 때까지 남아있다가 1240년대에 개종하지 않은 이들은 모두 추방당하였다. 12세기 말 또는 1220년대에는, 아랍어 화자 이슬람교도들이 섬 인구의 대다수를 차지했었다. 이때의 영향력이 현재의 시칠리아어에 일부 남아있다.

## 쇠퇴
시칠리아 토후국은 왕실 사이의 다툼으로 인해 분열되기 시작했다. 하산 알삼삼 에미르 시기인 1044년, 시칠리아섬을 4개의 카디 또는 작은 영지들(트라파니, 마르살라, 마르차라, 시아카 카디/ 지르젠티, 카스트로조반니, 카스트로누오보 카디/ 팔레르모, 카타니아 카디/ 시라쿠사 카디)로 나눴다. 1065년부터 이프리키야의 지리드 에미르(Zirid emir of Ifriqiyya)의 아들인 아이유브 이븐 타밈(Ayyub ibn Tamim)이 카디와 모든 영지들을 하나로 통일시켰다. 1068년, 그가 시칠리아를 떠나고 두 곳이 카디가 되었다.

## 같이 보기
- 바리 토후국
- 파티마 왕조